# Sepultura
Sepultura (з порт. Усипальня) — метал-гурт із Бразилії, заснований у 1984 році братами Максом та Ігорем Кавалера. Один з найвідоміших гуртів бразильської треш-метал-сцени кінця 1980-х — початку 1990-х років. Разом із Pantera вважаються засновниками грув-металу.

## Історія гурту

### 1984—1986. Створення Sepultura.Bestial DevastationтаMorbid Visions
Цей гурт із бразильського міста Белу-Оризонті був створений на початку 80-х років. До його першого стабільного складу входили Макс Кавалера (ритм-гітара), його молодший брат Ігор Кавалера (барабани), Пауло-молодший (бас), Джаїро Ґедз (соло-гітара) і Вагнер Ламунір (вокал). Після декількох років виступів Sepultura уклала контракт із бразильским лейблом Cogumelo Records. Коли Вагнер Ламунір залишив гурт у зв'язку з розбіжностями в ідеології, місце вокаліста зайняв Макс Кавалера.
Першим записом Sepultura став спліт-альбом Bestial Devastation, записаний із гуртом Overdose у 1985 році. Диск був поганої якості й не набув широкого розповсюдження, але за такими піснями, як «Antichrist», можна було зрозуміти, який музичний напрям обрав гурт. У 1986 році з'явився повноформатний альбом Morbid Visions. Запис вийшов досить жорстокий та наповнений агресивними гітарними рифами. Альбом не відзначався якістю запису і містив «гімн» Sepultura, пісню «Troops of Doom». Цей альбом зробив гурт відомими у своїй країні й надав шанс появити себе на гастролях. Незабаром гурт залишив Гуедез, а місце соло-гітариста посів Андреас Кіссер.

### 1987—1990.Schizophrenia. Контракт із Roadrunner
У 1987 році вийшов другий лонгплей Schizophrenia, який за допомогою синглів «Escape to the Void», «Inquisition symphony» і професіональної роботи продюсера, зробив бразильський метал більш відомим у світі. Цей альбом почули у голландського відділі студії запису Roadrunner і запропонували контракт на видання платівки за межами Бразилії.
Наступна платівка Beneath The Remains була визнана одним з найкращих тогочасних трешових записів. Музика поступово змінювалася від швидкості до важкості, а тексти замість демонічно-сатанинської тематики стали присвячені більше земним проблемам, таким як ядерна війна, забруднення тощо. Наступні роки музиканти провели у першому світовому турне, де виступали на одній сцені з такими зірками хеві-металу, як Metallica, Motorhead і Sodom. На батьківщині вони стали національними героями, тому на другий фестиваль Rock in Rio їх запросили у статусі хедлайнерів.

### 1991—1994.AriseтаChaos AD. Зміна стилю.
1991 року колектив випустив черговий альбом Arise, на якому музиканти остаточно змінили стиль, граючи більш повільну та важку музику, ніж раніше. Під час світового турне на підтримку альбому трапився прикрий інцидент — на концерті у Сан Пауло, коли гурт виступав перед 40-тисячною армією шанувальників, загинув один із глядачів. Після цього гурт тривалий час не виступав на рідних теренах.
У 1993 році колектив випускає Chaos AD, у якому на стиль змінився з треш-металу на грув-метал, розбавлений національними бразильськими ритмами. Особливе визнання дісталося пісням «Refuse-Resist», «Territory» (кліп виграв MTV Video Music Awards) і акустичній інструментальній композиції «Kaiowas», присвяченій бразильському племені, що вчинило самогубство на знак протесту проти переселення з власної землі.
Згодом, Sepultura стала першим бразильським колективом, який добрався до теренів СРСР, і першим латиноамериканським колективом, який виступив на фестивалі Monsters of Rock в Донінгтоні. Тим часом у 1994 році брати Кавалери, разом з Алексом Ньюпортом з Fudge Tunnel, записали більш індустріальний альбом Point Blank. Цей проєкт отримав назву Nailbomb, але відіграв повний концерт лише один раз.

### 1995—1996.Rootsта відхід Макса Кавалери
У 1996 році гурт зіграв на головній сцені Ozzfest разом із такими грандами як Ozzy Osbourne, Slayer, Danzig, Biohazard і Fear Factory. Гурт випускає свою найуспішнішу платівку Roots, знаходячись на піку популярності. Альбом був записаний після того, як гурт провів три дні в одному з племен на території Бразилії (з ними була записана пісня «Itsari»), і містив хітові сингли «Roots, Bloody Roots» та «Attitude». У тому ж році, після виходу збірки Blood-Rooted з гурту йде фронтмен Макс Кавалера. Лідер колективу був одружений з менеджером гурту, Глорією Кавалерою, яку гурт вирішив звільнити. На додачу у сім'ї Макса гине в автокатастрофі син Глорії — Ді Лоу. Невдовзі Макс засновує новий колективSoulfly, в той час, як решта учасників гурту Sepultura вирішили продовжувати грати під цією ж назвою.

### 1997—2001. Прихід Дерріка Гріна.AgainstтаNation
Спершу місце вокаліста пробував зайняти соло-гітарист Андреас Кіссер, але йому була важко поєднувати гітару і вокал, отож гурт взявся за пошуки вокаліста. Врешті решт заміною Максу Кавалері став Деррік Ґрін, перспективний музикант, який володів ритм-гітарою, перкусією і винятковим гроулінгом. Разом із ним гурт записав альбом Against (1998), який вкотре показав, що гурт все далі відходить від своїх музичних джерел, що призвело до «поділу» фанів. Цей альбом не набув популярності, так само як і їхня наступна робота — Nation.

### 2003—2008.Roorback,Dante XXI. Відхід Ігора Кавалери
Після запису платівок-збірок Under a Pale Grey Sky та Revolusongs у 2002 році, гурт випускає успішнішу платівку Roorback, яка отримала багато схвальних відгуків. У листопаді 2005 року світ побачила платівка з концерту в Сан-Паулу, що стала першим релізом концерту новоствореного гурту. Навесні 2006 року виходить платівка під назвою Dante XXI, позитивно сприйнята музичними критиками. Згодом гурт залишив останній із братів Кавалера — Ігор, який возз'єднався із братом у проєкті Cavalera Conspiracy.

## Учасники гурту
Поточний склад (2024)
- Деррік Грін — спів,
- Андреас Кіссер — гітари,
- Пауло-молодший — бас-гітара,
- Грейсон Некрутман — барабани[3].

Колишні музиканти
- Вагнер Ламун'єр — спів,
- Джаїру Гедз — соло-гітара,
- Макс Кавалера — спів, гітара,
- Ігор Кавалера — барабани,
- Джин Долабелла — барабани,
- Елой Касагранде — барабани[1].

## Дискографія
| Студійні альбоми - 1986 — Morbid Visions - 1987 — Schizophrenia - 1989 — Beneath the Remains - 1991 — Arise - 1993 — Chaos A.D. - 1996 — Roots - 1998 — Against - 2001 — Nation - 2003 — Roorback - 2006 — Dante XXI - 2008 — A-Lex - 2011 — Kairos - 2013 — The Mediator Between Head and Hands Must Be the Heart - 2017 — Machine Messiah - 2020 — Quadra | Концертні альбоми - 2002 — Under a Pale Grey Sky - 2005 — Live in São Paulo - 2014 — Metal Veins – Alive in Rock in Rio - 2021 — Sepulquarta Збірки - 1996 — The Roots of Sepultura - 1997 — Blood-Rooted - 1997 — B-Sides - 2006 — The Best of Sepultura Мініальбоми - 1985 — Bestial Devastation - 1992 — Third World Posse - 1996 — Natural Born Blasters - 2002 — Revolusongs |